# Daulia
Daulia é um gênero de mariposa pertencente à família Crambidae.